# Szaladin egyiptomi szultán
An-Nászír Szaláh ad-Dín Júszuf ibn Ajjúb, egyszerűsítve Szaladin (Tikrit, 1137 – Damaszkusz, 1193. március 4.) kurd származású egyiptomi hadvezér, Egyiptom és Szíria első szultánja, az Ajjúbida Birodalom megalapítója, a hadtörténet egyik legkiemelkedőbb stratégája. Hagyományosan a legnagyobb muszlim hősök köze sorolják, hiszen neki sikerült – hol békésen, hol fegyverrel – összekovácsolnia a régóta viaskodó iszlám fejdelemségeket, majd a Közel-Kelet egyesítése után birodalmának óriási haderejével sikeresen a Jeruzsálemi Királyság ellen fordult, mindezt lovagiasan és az iszlám törvényeit, valamint a korszak hadviselési tradícióit szem előtt tartva. Első nagy szentföldi győzelmét Hattín szarvainál aratta 1187-ben, nem sokkal később pedig magát a szent várost is sikerült bevennie.
Szaladin szultán kiváló hadvezér és igazságos uralkodó hírében állt már életében. A keresztesekkel vívott háborúi során bizonyított lovagiasságának köszönhetően nagy és méltó ellenfélként maradt meg az európai emlékezetben. Kortársai szerint mindezek mellett rendkívül adakozó is volt, a luxust nélkülözte, minden vagyonát birodalma gyarapítására és a szegények ellátására fordította. Amikor halála után emberei kinyitották személyes kincstárát, semmit nem találtak benne.

## Életrajza
Kurd származású, apja Ajjúb katonai parancsnok volt. Fiatal korában vallási tanulmányokkal foglalkozott, katonai pályafutását apja és nagybátyja, Aszad ad-ín Sírkúh oldalán kezdte. Nagybátyja oldalán három egyiptomi hadjáratban vett részt (1164-1169), eleinte kevés lelkesedéssel. 1167-ben, az Alexandria ostromát követő tárgyalások alkalmával Szaladin sok barátra tett szert a keresztesek között, egyes utólagos híresztelések szerint III. Toroni Henfrid fővezér lovaggá is ütötte.
Nagybátyja halála után 1169-ben ő lett az Egyiptomban állomásozó szíriai csapatok vezetője és a Fátimida Kalifátus nagyvezírje. Ugyan elég tapasztalatlan volt még, de a kalifa éppen ezért választotta őt, remélve, hogy az új vezír tapasztalatlanságában a fátimída tisztviselőkre fog hallgatni. Szaladin azonban buzgó szunnita lévén a síita Fátimida-dinasztia ellensége volt, amelyet 1171-ben megfosztott a tróntól. Uralkodóként elősegítette az iszlám vallási intézmények erősödését és terjedését, főiskolákat és mecseteket alapított, és megbízásokat adott vallási kérdésekről, főleg a dzsihád ideológiájáról szóló művek megírására.
Meghódította Damaszkuszt és több más várost, 1183-ban pedig arra kényszerítette Imad al-dint, hogy átengedje neki egész Szíriát. Ezt követően a bagdadi kalifa, Aal-Naszir áldásával Kairóban Egyiptom és Szíria szultánjává koronáztatta magát.
Szaladin minden erejével a keresztesek által alapított Jeruzsálemi Királyság ellen fordult. A hosszan tartó küzdelem vége az lett, hogy a partvidék Jaffától Türoszig a keresztényeknek jutott, a Szentföld nagyobb része ellenben Szaladin hatalmában maradt. Nyolcvannyolc évig tartó keresztes uralom után 1187. október 2-án visszahódította Jeruzsálemet, és holtpontra juttatta az ellentámadásként indított harmadik keresztes hadjáratot.

## Családja
Szaladin 17 fiút és egy leányt hagyott hátra. Utódai, az Ajjúbidák benne tisztelték hatalmuk alapítóját. 

## Emlékezete
Mivel Jeruzsálem visszafoglalása után Szaladin és katonái civilizáltan és türelmesen bántak a város lakóival, Szaladin mint nemes és lovagias ellenfél maradt meg a Nyugat történelmi emlékezetében.
Kortársai szerint jellemző tulajdonsága volt a szerénység és nagylelkűség. Látogatóival szemben nagy tisztelettel és nyájasan viselkedett. Megvetette a gazdagságot és fényűzést, és olyan mértékben adakozó volt, hogy kincstárnokai felelőtlennek tartották. Amikor szemrehányást tettek neki nagyvonalúsága miatt, Szaladin így válaszolt: „Vannak emberek, akik számára a pénz nem jelent többet a homoknál.”